# The Sweeper – Land Mines
The Sweeper – Land Mines (Originaltitel: Sweepers) ist ein US-amerikanischer Actionfilm aus dem Jahr 1998 mit dem schwedischen Schauspieler Dolph Lundgren in der Rolle des Minenexperten Christian Erickson. Regie führte Keoni Waxman alias Darby Black.

## Handlung
Ein Terrorist attackiert mit der neu entwickelten Landmine A6, die aus dem krisengeschüttelten Angola eingeschmuggelt wurde, das Haus eines US-Senators. Die Bombenspezialistin Michelle Flynn wird im Zuge einer Geheimoperation als verdeckte Ermittlerin nach Angola geschickt, um eine der gefährlichen A6 Minen zu bergen und diese in die USA zu näheren Untersuchungen zu bringen.
Nachdem Michelle ihr gesamtes Operationsteam durch einen Anschlag auf ihren Hubschrauber verloren hat, trifft sie in einer Bar auf Christian Erickson. Erickson ist ein Top-Spezialist für Landminen, der seit dem Tod seines elfjährigen Sohnes durch eine dieser besagten Landminen verbittert und zurückgezogen in Angola lebt. Gemeinsam suchen sie nun nach den Drahtziehern, die hinter der Entwicklung der Mine stehen.

## Hintergrund
- Gedreht wurde von August bis September 1997 in New York City und Südafrika. Das Budget betrug etwa 12,5 Millionen US-Dollar.
- Die Altersfreigabe wurde im Juni 2018 im Zuge einer Neuprüfung durch die FSK auf 16 Jahre herabgesetzt.[1]

## Kritiken
Cinema kritisierte: „je dicker die Muckis, desto flachbrüstiger das Drehbuch“ und „selbst die Action böllert billig vor sich hin“. Im Lexikon des internationalen Films heißt es: „Nicht um die Ächtung von Minen geht es diesem Film, sondern er nutzt die öffentliche Debatte als kostengünstige Publicity aus, um einen herkömmlichen Actionfilm mit simpler Plot-Mechanik zu etablieren.“ Das Fazit lautete: „Inkompetent inszenierte Action-Sequenzen und ein leicht rassistischer Unterton diskreditieren den Film vollends.“